# Kinesisk prydæble
Kinesisk prydæble (Malus hupehensis) er et lille, løvfældende træ med rosafarvede blomsterknopper og rent hvide blomster. De langstilkede frugter er gulgrønne med en rødlig tone. Træet plantes i haver og parker på grund af både blomstring og frugtsætning.

## Kendetegn
Kinesisk prydæble er et lille, løvfældende træ med en tætgrenet og bred krone. De underste grene er lange og næsten vandrette, mens de højere siddende er opstigende. Barken er først grøn, men snart efter brunviolet. Senere bliver den håret og glat. Meget gamle grene og stammer får en groft furet, skorpet bark. Knopperne er spredt stillede, ægformede og mørkebrune med knopskæl, der er hårede langs randen. Bladene er smalt ægformede til ovale med rundtakket rand. Oversiden er glat og græsgrøn, mens undersiden er fint håret og lysegrøn. Blomstringen foregår i maj-juni, hvor man finder blomsterne samlet i små stande på dværgskud. De enkelte blomster er 5-tallige og regelmæssige med hvide eller svagt rødlige kronblade. Frugten er et kuglerundt bæræble med 5 kamre.
Træet bliver ca. 8 m i højden og 6 m i kronediameter.
Rodsystemet består af grove, dybtgående hovedrødder og fine, højtliggende siderødder. Da træet kun findes i handlen som podet har træet rodsystem som de gængse æblegrundstammer

## Hjemsted
Kinesisk prydæble er naturligt forekommende i det østlige Kina, på Taiwan og i Assam. Her vokser det i højder fra havniveau til 2.000 m i blandede løvskove på skrænter og i kratagtige skovbryn og lysninger. På bjerget Wa Shan i provinsen Sichuan, findes der i højder over 1.800 m nogle lyse blandingsskove med Abies faberi (en art af ædelgran) som det dominerende træ. Her vokser arten sammen med bl.a. almindelig kvalkved (subsp. calvescens), bjergskovranke, blåbælg, dværgkvalkved, Enkianthus deflexus (en art af pagodebusk), etagekornel, Euonymous sanguineus (en art af benved), guldskovranke, havehortensia, himalayabirk, kamæleonbusk, kinesisk lind, kinesisk styrax, klatrebrombær, klatrehortensia, komarovsyren, koreakornel (subsp. chinensis), lancetbladet berberis (var. lanceifolia), moupinepil, nikkende skovranke, omeirose, pernykristtorn, Primula incisa (en art af kodriver), Pterocarya macroptera var delavayi (en art og underart af vingevalnød), Quercus serrata (en art af eg), Rhododendron argyrophyllum, Rhododendron calophytum, Rhododendron discolor, Rhododendron nitidulum, Rhododendron pingianum (arter af rododendron), rubladet hortensia, sargentrøn, småbladet berberis, sort gedeblad, tyrkisk løn (subsp. sinicum), udspærret dværgmispel, vorteberberis og Tsuga yunnanensis (en art af hemlock)

## Anvendelse
I de kinesiske provinser Hubei og Sichuan bruges træet som grundstamme for spiseæbler. Unge blade bruges som en æbleduftende te. Planten bruges efterhånden en del som prydtræ i haver og parker.

## Galleri
|  |  |  |  |